# Ampfrachsee (See)
Der Ampfrachsee ist ein Rückhaltebecken im Lauf der Ampfrach in der Gemeinde Schnelldorf im Landkreis Ansbach im westlichen Bayern. Der See liegt im Naturschutzgebiet Ampfrachsee.

## Beschreibung
Der See liegt etwa einen Kilometer abwärts des Hauptortes Schnelldorf der Gemeinde wenig nordwestlich des Weilers Stollenhof und wenig südwestlich des Wohnplatzes Auhof der Gemeinde.
Der Wasserspiegel des durch einen Damm an der Südostseite dauereingestauten Rückhaltebeckens liegt auf 455 m ü. NHN. Der See hat gewöhnlich eine Fläche von 3,8 ha, ist etwa 380 Meter lang und bis 120 Meter breit. Sein etwa 13,3 km² großes Einzugsgebiet umfasst die obere Hälfte der Erosionsbucht des Wörnitz-Zuflusses Ampfrach im Naturraum der Südlichen Frankenhöhe, deren weite Talebene  zum Unterraum Wörnitzbecken und deren Randberge zum Unterraum Crailsheimer Hardt gehören.
Der See ist außer an der Damm- und an der Nordostseite von einer Baumgalerie umgeben, an die sich außer im Westen Wiesen anschließen. Im See gibt es etliche kleine Inseln, die oft nur Platz für einen einzigen Baum bieten. Am Einlauf im Westen liegt eine Verlandungszone mit Röhrichten, weiter west- und aufwärts der dort sehr gewunden fließenden Ampfrach entlang erstreckt sich recht breit und lang ein baumdurchsetztes Ried.

### BayernAtlas („BA“)
Amtliche Online-Gewässerkarte mit passendem Ausschnitt und den hier benutzten Layern: Ampfrachsee, Naturschutzgebiet und Umgebung

Allgemeiner Einstieg ohne Voreinstellungen und Layer: BayernAtlas der Bayerischen Staatsregierung (Hinweise)
1. ↑  Höhe nach blauer Beschriftung auf dem Hintergrundlayer Amtliche Karte.
2. 1 2 3  Dimensionen abgemessen auf dem Hintergrundlayer Amtliche Karte.
3. ↑  Einzugsgebiet abgemessen auf dem Hintergrundlayer Amtliche Karte.

### Sonstige
1. ↑  Wolf-Dieter Sick: Geographische Landesaufnahme: Die naturräumlichen Einheiten auf Blatt 162 Rothenburg o. d. Tauber. Bundesanstalt für Landeskunde, Bad Godesberg 1962. → Online-Karte (PDF; 4,7 MB)